# Hans-Georg Gadamer
Hans-Georg Gadamer (Marburg, 1900. február 11. – Heidelberg, 2002. március 13.) német filozófus, a hermeneutika egyik képviselője.

## Életpályája
Hans-Georg Gadamer apja gyógyszerész-kémikusként tevékenykedett és 1902-től lett a breslaui egyetem rendes professzora. Gadamer gyermekkorát így Breslauban töltötte és 1909-től 1918-ig a "Szentlélek Gimnáziumba" járt majd az ottani egyetemen kezdte meg tanulmányait. 1919-ben Marburgba költözött és ott folytatta az egyetemet, ahol Paul Natorpnál és Nicolai Hartmann-nál 1922-ben egy Platónról írt tanulmánnyal doktorált.
1923-tól a Freiburg im Breisgau-i egyetemen látogatta Edmund Husserl és Martin Heidegger előadásait. A Heideggerrel való találkozás a fiatal Gadamerre "korai magabiztosságának totális megrázkódtatásaként" hatott. 1924-ben kezdte el klasszikus filológiai tanulmányait, mert "az volt az érzésem, hogy ezen kiemelkedő elme (Heidegger) fölényessége megfojt, ha nem találok olyan talajt a lábam alatt, amelyen biztosabban állok, mint ez a hatalmas gondolkozó maga". Gadamer 1927-ben államvizsgázott ugyanitt.
1929-ben habilitált Heideggernél, majd a marburgi egyetem tanára volt. 1931-ben megjelent a habilitációja Platón dialektikus etikájáról. 1933-ban Párizsba ment. Egy évvel később újabb tanulmánya jelent meg Platónról; a politeia elemzésében már fellelhetőek a hermeneutikáról alkotott elképzelései. 1937-ben a marburgi egyetem professzora lett. 1939-ben a lipcsei egyetem rendes professzora illetve a filozófiai tanszék igazgatója lett.
A világháború után a filozófiai fakultás dékánja, majd 1947-ig a lipcsei egyetem rektora lett. 1949-ben meghívást kapott a Frankfurt am Main-i, majd a Heidelbergi Egyetemre, ahol Karl Jaspers utódja lett. 1953-ban megalapította a Philosophische Rundschau (Filozófiai Figyelő) című lapot. 1960-ban megjelent a Wahrheit und Methode (Igazság és módszer) című könyve. 1962-ben a Német Általános Filozófiai Társaság (Allgemeine Gesellschaft für Philosophie in Deutschland) elnöke és az általa alapított Hegel-tanulmányok támogatására létrehozott nemzetközi szervezet elnöke lett. 1966-ban a heidelbergi nyelvészeti kongresszus elnöke lett. 1967–1971 között Jürgen Habermasszal folytatott eszmecseréinek vitairatai. 1969–1972 között a heidelbergi Tudományos Akadémia elnöke volt.

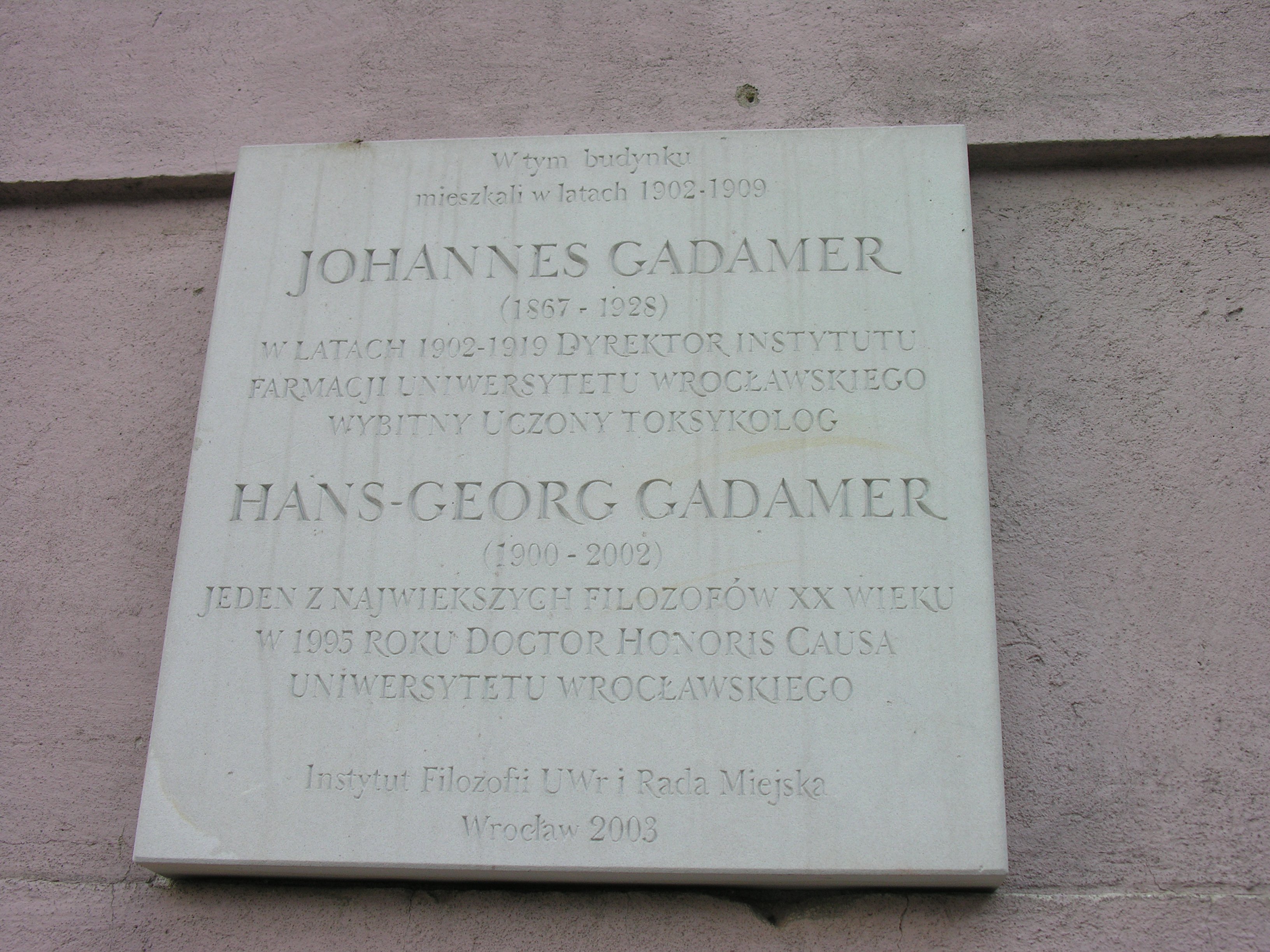
Hans-Georg Gadamer emléktáblája

## Filozófiája
Gadamernek köszönhető a hermeneutika modern értelmezése, Martin Heidegger a létezés valóságára (Wahrheit im Dasein) vonatkozó kérdését a művészetre alkalmazza, mivel a művészet a valóság és valóságkeresés privilegizált területe. Ennek megfelelően az irodalmi műveket a világ megértésének egy lehetséges formájaként értelmezi. A szövegek megértése és értelmezése nemcsak a tudomány feladata, hanem nyilvánvalóan a világ emberi megtapasztalásáé is. Ezért a hermeneutika célja a poézis való szavát (das wahre Wort der Dichtung) megérteni és átérezni.

## Jelentősége
1960-ban megjelent "Wahrheit und Methode" (Igazság és módszer) című műve a hermeneutikáról Németország határain túl is ismertté tette.

## Művei
- Wahrheit und Methode. Grundzüge einer philosophischen Hermeneutik (1960, magyarul: Igazság és módszer, 1983)
- Platos dialektische Ethik (1968)
- Über die Verborgenheit der Gesundheit (1993)
- Der Anfang der Philosophie (1996, magyarul: A filozófia kezdete, 2000)
- Der Anfang des Wissens (1999)
- Historik, Sprache und Hermeneutik (Reinhart Koselleckkel, 2000)
- Wege zu Plato (2000)

### Magyarul
- Igazság és módszer. Egy filozófiai hermeneutika vázlata; ford., utószó Bonyhai Gábor; Gondolat, Budapest, 1984
- A szép aktualitása; vál. Bacsó Béla, ford. Bonyhai Gábor et al.; T-Twins, Budapest, 1994 (Athenaeum-könyvek)
- A filozófia kezdete. Két tanulmány; ford. Hegyessy Mária, Simon Attila, vál. Bacsó Béla; Osiris, Budapest, 2000 (Horror metaphysicae)
- Igazság és módszer. Egy filozófiai hermeneutika vázlata; ford. Bonyhai Gábor; 2. jav. kiad.; Osiris, Budapest, 2003 (Sapientia humana)

## Díjai
- Reuchlin-díj (1971)
- Hegel-díj (1979)
- Jaspers-díj (1986)
- Martin Schleyer-díj (1987)